# Le Secret du docteur Whitset
Pour plus de détails, voir Fiche technique et Distribution.
Le Secret du docteur Whitset (The Third Secret) est un film britannique réalisé par Charles Crichton et sorti en 1964.

## Synopsis
À Londres, un éminent psychanalyste, le docteur Whitset, se serait suicidé selon la police. Sa jeune fille Catherine ne croit pas à cette conclusion qui va à l'encontre des principes de son père et pense à un meurtre. Elle va tenter de découvrir la vérité avec l'aide d'Alex Steadman, célèbre présentateur TV et ancien patient de son père.

## Fiche technique
- Titre original : The Third Secret
- Titre français : Le Secret du docteur Whitset
- Réalisation : Charles Crichton
- Scénario : Robert L. Joseph
- Décors : Thomas N. Morahan
- Costumes : John McCorry
- Photographie : Douglas Slocombe
- Son : A. W. Lumkin, Wally Milner, Len Shilton
- Montage : Frederick Wilson
- Musique : Richard Arnell
- Production : Robert L. Joseph, Hugh Perceval
- Société de production : Hubris Productions (Royaume-Uni)
- Société de distribution : Twentieth Century Fox
- Pays de production :  Royaume-Uni
- Langue de tournage : anglais
- Format : 35 mm — noir et blanc — 2.35:1 CinemaScope — son monophonique (Westrex Recording System)
- Genre : film policier
- Durée : 103 minutes
- Date de sortie :
  - Royaume-Uni : février 1964

## Distribution
- Stephen Boyd : Alex Stedman
- Pamela Franklin : Catherine Whitset
- Jack Hawkins : Sir Frederick Belline
- Richard Attenborough : Alfred Price-Gorham
- Diane Cilento : Anne Tanner
- Freda Jackson : Mme Bales
- Paul Rogers : Dr Milton Gellen
- Judi Dench : Miss Humphries
- Alan Webb : Alden Hoving
- Nigel Davenport : Lew Harding
- Rachel Kempson : Mildred Hoving

## Tournage
- Intérieurs : Studios d'Elstree (Londres)[1]
- Extérieurs : Londres

## Autour du film
Patricia Neal était la cinquième patiente du docteur Whitset dans le film. Mais ses scènes ont été finalement supprimées au montage.